# Bivio Castelli
Bivio Castelli è una frazione del Comune di Bisenti; giace lungo la ex SS 365, in prossimità del ponte sul fiume Fino, ad un'altitudine di 320 m sul livello del mare.

## La frazione
La toponomastica ufficiale riporta il nome di Bivio Castelli, ma dialettalmente viene chiamata da tutti col nome di Cazzètti. Infatti in questo sito anticamente sorgeva una fortificazione chiamata Castello di Cazzitto, di cui sono rimaste poche tracce.
L'abitato è composto da poche case, per lo più antiche, un edificio già adibito a scuola elementare e il cimitero di Bisenti, costruito negli anni 30 del Novecento. Da Bivio Castelli una strada conduce a Befaro, frazione di Castelli.

## Il cimitero di Bisenti
Fino a metà Ottocento a Bisenti si seppelliva nelle chiese; nel 1842 fu realizzato quello che viene chiamato lu campisande vicchie, situato lungo la strada per Teramo a circa mezzo kilometro dal giardino comunale.
Dopo svariati anni si provvide a costruire un nuovo cimitero a Bivio Castelli, su progetto dell'ingegner Quirino Valente. Esso venne benedetto il 1º gennaio 1934. Sul cancello in ferro è incisa la scritta in latino dettata da mons. Domenico Valeri, già vescovo dei Marsi: "Hic uno aspectu cernis hominum vitam - fluxam formis - rebus actis perennem - candoris animi lumine claram", che - tradotto in italiano - significa: "È qui il compendio della vita umana - caduca nelle sue spoglie - perenne nei suoi atti - luminosa attraverso la bontà dell'animo".

## Case Cascignoli
Da Bivio Castelli una strada da poco asfaltata conduce a Befaro, antica villa abitata dalla famiglia Biferi. Attraversato il ponte sul torrente Cerchiola, poco prima che quest'ultimo confluisca nel fiume Fino, sulla sinistra si trova una frazione abbandonata, poco più che un gruppo di case, denominato Case Cascignoli o Borgo Cascignolo.
L'Agenzia Borghi di Teramo ha intenzione di recuperare questa minuscola frazione per riconferirle l'antico splendore e destinarla a centro di promozione e recupero dei beni paesaggistico - ambientali e alla promozione dell'attività venatoria compatibile.